# Meseta de Lannemezan
La meseta de Lannemezan (en occitano, Plan de Lanamesa o Platèu de Lanamsa) es una meseta del sur de Francia donde viven cerca de 10000 personas. Está situada en los aledaños de la vertiente septentrional de los Pirineos centrales.

## Geografía

### Topografía
Situada a los pies de los Pirineos en el noreste del departamento de los Altos Pirineos y en el suroeste del Alto Garona, en el límite del Gers, se encuentra a una altitud media de 510 metros.

### Geología
Es un cono de deyección fluvio-glacial del Pirineo central. Está formado por dos tercios de terreno baldío y estéril, sembrado de bosques, matorrales, cortados por pantanos y páramos.
El terreno es de origen calizo con una capa de tierra vegetal que no supera los veinte centímetros. La turba se explota en el páramo cerca de La Barthe-de-Neste.

### Hidrografía

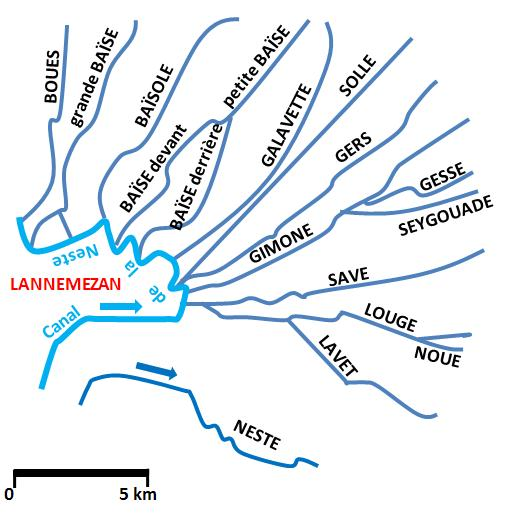
Parte de la hidrografía de la meseta de Lannemezan.

La meseta lleva el nombre de Lannemezan porque la ciudad homónima se encuentra casi en el centro de esta meseta que es el origen de muchos ríos gascones como el Boues, un afluente de la cuenca del Adour, y el Gers, el Save, el Gimona, el Baïse, Petite Baïse, Baïsole, Arrats, Louge, Touch y Gesse, afluentes del Garona. 
El clima es de tipo combinado montañoso y atlántico, siendo particularmente frío en invierno con heladas severas y, a veces, fuertes nevadas. El verano es caluroso y tormentoso, el otoño es la estación más agradable.
Más de 1300 mm de agua en acumulación anual.

## Vegetación
La vegetación no despejada forma parte de los bosques de coníferas y mixtos del Pirineo con abetos, abedules y helechos. El resto está formado por páramos cultivados o para pastos, aunque con la presencia de algunos páramos húmedos y turberas entre Capvern y Lannemezan.